# Берег (оборонительная линия)

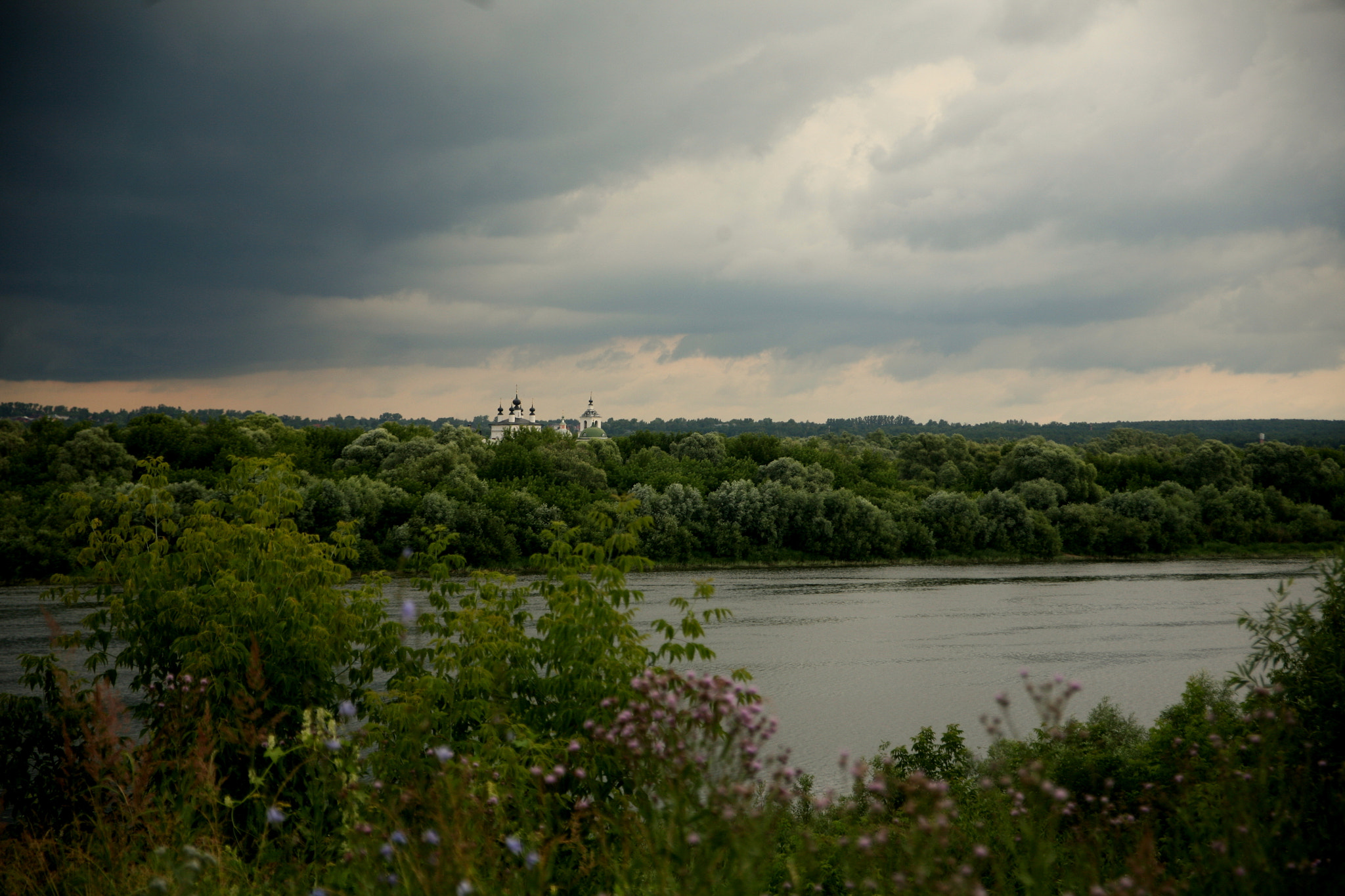
Ока близ Каширы

«Берег» или «Пояс Пресвятой Богородицы» — самый ранний и северный оборонительный рубеж Русского государства, использовавшийся против ордынских и впоследствии крымско-ногайских набегов и проходивший по Оке. Вдоль этого естественного рубежа со второй половины XV века начала формироваться постоянная система обороны, ставшая в течение XVI века единой линией укреплений.

## История развития
Ока как оборонительный рубеж формировалась лишь постепенно по мере усиления Великого княжества Московского. На протяжении большей части XIV века единственной серьёзной точкой обороны на Оке являлась Коломна, в 1374 году к ней добавилась крепость Серпухов. Города Кашира, Лопасня и Ростиславль принадлежали в то время Рязанскому княжеству и не функционировали с вышеназванными городами как единая система обороны. Тем не менее, при Дмитрии Донском Ока эпизодически играла роль оборонительного рубежа. Вся система обороны была сосредоточена на небольшом участке близ Коломны, которая была местом дислокации оборонительной рати. При получении известий о приближении ордынцев эта рать быстро выступала к «перевозам» через Оку, чтобы замедлить переправу неприятеля и выиграть время для великого князя, собиравшего войско. Использовалась также тактика активной обороны, при которой русские войска действовали на упреждение и осуществляли походы далеко за Оку. Сама Ока вплоть до середины XV века не имела засечных черт и постоянного служилого контингента.
К середине XV века сложилась особая воинская повинность великому князю по обороне окского берега, ставшая известной как Береговая служба, именуемая в летописях как и сам оборонительный рубеж просто «Берег». Она ложилась на сельское и городское население, а также на монастырские вотчины. Начиная с 1460-х годов на Оке дислоцируются постоянные воинские контингенты. Главным центром обороны Берега оставалась Коломна. В 1470-х годах в оборонительную систему Берега были включены Алексин, Перемышль, Таруса, Кашира, Серпухов, Калуга, Ростиславль. Понятие Берега распространяется на всё течение Оки от Коломны до устья Угры. Большие силы были выдвинуты на Берег в 1472 году при первом нашествии хана Ахмата (сражение под Алексином). В период с 1480 по 1511 год на Берегу наступает затишье, однако после 1511 года из-за дестабилизации обстановки Береговая служба возобновляется. На Берегу ежегодно вплоть до конца XVI века несёт службу воинский контингент, подчиняющийся воеводе-наместнику Коломны. Переправы охранялись отрядами со значительным «нарядом» (артиллерией)
С 1572 по 1598 год на Оке ежегодно стояли пять полков: Большой полк в Серпухове, Полк правой руки — в Тарусе, Передовой — в Калуге, Сторожевой — в Коломне, Полк левой руки — в Кашире. В это время, как свидетельствовал Генрих Штаден, берег Оки уже стал мощной укреплённой линией, состоявшей из двух частоколов, расстояние между которыми было засыпано землёй. В 1599 году служба на Берегу отменяется и полки начинают размещать южнее, на Большой засечной черте. Однако после Смутного времени Береговая служба возобновляется вплоть до 1646 года. Дворянская конница ежегодно выстраивалась у Берега. Только в связи со строительством Белгородской черты Береговая служба окончательно отменяется.